# Chanoma
Chanoma är ett släkte av skalbaggar som beskrevs av Richard Eliot Blackwelder 1952. Chanoma ingår i familjen kortvingar.
Släktet innehåller bara arten Chanoma vorbringeri.